# Schwedische Glasschule
Die Schwedische Glasschule (schw: Riksglasskolan) ist ein auf Glas, Design und Unternehmertum fokussiertes Ausbildungszentrum in Schweden. Die Schule liegt unmittelbar neben der weltberühmten Glashütte Orrefors im gleichnamigen Ort im Zentrum der als Glasreich bekannten Region in Småland.
Überwiegend skandinavische Schüler studieren an der Schule, die Ausbildung steht aber weltweit offen.

## Geschichte
Bis in die 1950er Jahre wurden Glasbläser hauptsächlich direkt in der Hütte als Lehrlinge ausgebildet. Um 1960 wurde die Ausbildung formalisiert und größerer theoretischer Inhalt hinzugefügt. 1969 übernahm die Gemeinde Nybro die Ausbildungsverantwortung. 1979 zog die Schule in neue Lokale, die Schüler leben im Schülerheim unmittelbar neben der Schule.